# Centrale nucleare di Hartlepool
La centrale nucleare di Hartlepool è una centrale elettronucleare inglese situata presso la città di Hartlepool, nel Durham, in Inghilterra. L'impianto è composto da 2 reattori AGR da 1390 MW di potenza netta.